# زي إس أن إي إس
زي إس أن إي إس (بالإنجليزية: Zsnes)‏ برنامج محاكاة مفتوح المصدر لجهاز سوبر نينتاندو إنترتينمنت سيستم. تمت برمجة البرنامج بلغة التجميع، سي، سي++ البرنامج لديه نسخ رسمية لعدّة أنظمة: وندوز، دوس، لينكس وأو أس 10. أيضا هناك نسخة غير رسمية للإكس بوكس.

## تاريخ البرنامج

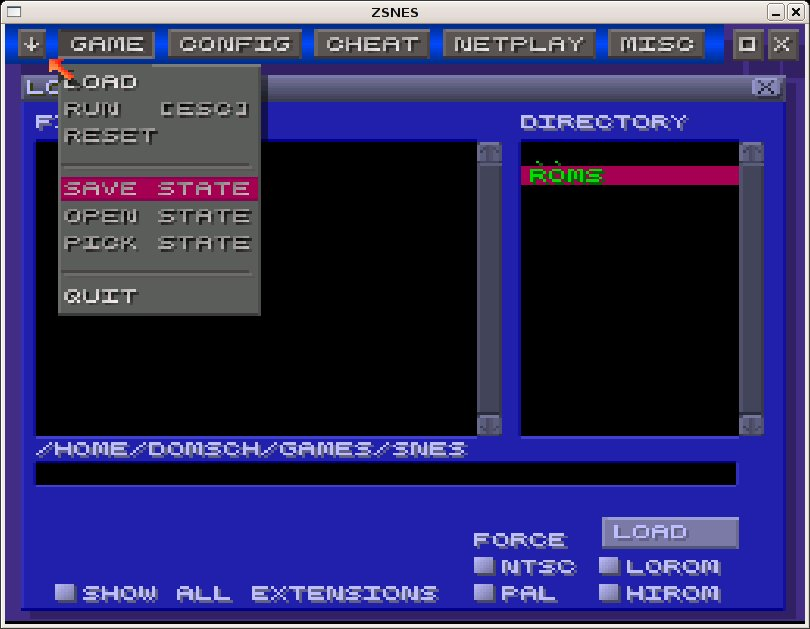
أول نسخة من محاكي الألعاب زي أس ان إي أس

تطوير البرنامج بدأ في 3 يوليو 1997 وقد تمّ إطلاق أوّل نسخة في 14 أكتوبر 1997 لنظام التّشغيل دوس. في ذلك الوقت، تم دعم عدّة أنظمة بشكل رسمي، وندوز ولينكس. البرنامج أصبح مجانياً تحت رخصة جنو العمومية في 2أفريل 2001. بالرّغم من إعلان أنّ «زي أس أن إي أس لم يمت، وهو لا يزال تحت التّطوير» الذي تمّ كتابته في المنتدى الرّسمي للمحاكي بعد مغادرة المبرمجَين الأصليين zsKnight و _Demo_، إلاّ أنّ التّطوير أصبح بطيئاً جدّاَ منذ آخر نسخة (1.51). الكثير من الجهود منصبّة في جعل البرنامج أكثر قابليّة ليكون محمولا، وذلك من خلال تحويل البرمجة من لغة التّجميع إلى السي والسي++ وإضافة واجهة مستخدم رسوميّة باستخدام الإطار متعدد المنصّات كيوت.
البرنامج معروف كونه من أوائل البرمجيّّات التي تحاكي رقائق التّحسين للنينتاندو. حتّى النّسخة 1.50، البرنامج احتوى على خاصّية اللعب على الشّبكة بواسطة حزمة بروتوكولات الإنترنت (TCP/IP) أو بروتوكول بيانات المستخدم (UDP). الطريقة التي تتمّ بها محاكاة الصّوت في زي أس أن إي أس مختلفة مقارنة ببرامج المحاكاة الأخرى، أو عتاد السوبر نينتاندو.
كونه مبرمج بواسطة لغة التّجميع منخفضة المستوى لمعالجات إكس86 (x86)، فإنّ البرنامج لا يمكن توجيهه إلى المعالجات من فئة مجموعة تعليمات بنية الحاسب (RISC). باستثناء إكس بوكس الأصلية، لا يوجد نظام ألعاب استخدم معالج إكس86 قبل الجيل الثامن، مع إطلاق أنظمة الألعاب إكس بوكس ون وبلاي ستيشن4 سنة 2013.

## روابط خارجية
- زي أس أن إي أس على موقع Open Hub (الإنجليزية)
- زي أس أن إي أس على موقع SourceForge (الإنجليزية)
- الموقع الرسمي